# الساندرو فابرو
الساندرو فابرو (انگلیسی: Alessandro Fabbro؛ زادهٔ ۱۸ فوریهٔ ۱۹۸۱) بازیکن فوتبال اهل ایتالیا است.
از باشگاه‌هایی که در آن بازی کرده‌است می‌توان به باشگاه فوتبال یووه استابیا، باشگاه فوتبال آولینو، و باشگاه فوتبال یو. اس. پرگولیتزه اشاره کرد.